# Zhangiella
Zhangiella is een geslacht van neteldieren uit de familie van de Australomedusidae.

## Soorten
- Zhangiella bitentaculata (Xu, Huang & Chen, 1991)
- Zhangiella dongshanensis (Xu & Huang, 1994)
- Zhangiella nanhainense (Zhang, 1982)